# Дмитро Кулеба
Дмитро Иванович Кулеба (на украински: Дмитро Іванович Кулеба, роден на 19 април 1981 г.) е украински политик, дипломат и специалист по комуникации, бивш министър на външните работи. Също така и член на Съвета за национална отбрана и сигурност на Украйна.
Кулеба е един от най-младите висши дипломати в историята на Украйна. Преди това е работил като вицепремиер на Украйна по европейската и евроатлантическата интеграция, както и постоянен представител на Украйна в Съвета на Европа между 2016 и 2019 г.

## Биография
Кулеба е роден на 19 април 1981 г. в източния украински град Суми. Завършил е Института за международни отношения към Националния университет „Тарас Шевченко“ на Украйна през 2003 г. и има степен на кандидат на науките (докторски еквивалент) по международно право.
Кулеба е служил в дипломатическата служба на Украйна и в Министерството на външните работи от 2003 г. През 2013 г. той подава оставка, позовавайки се на несъгласието си с мнението на бившия президент на Украйна Виктор Янукович и председателства фондация UART за културна дипломация.
Участва активно в протестите на Евромайдана през 2013 – 2014 г.
В разгара на ранните етапи на руската агресия срещу Украйна през 2014 г. Кулеба решава да се върне в Министерството на външните работи като специален посланик, за да започне стратегически комуникации. Той въвежда в работата на министерството понятията дигитална дипломация, стратегически комуникации, културна дипломация и публична дипломация.
На 4 септември 2024 г. подава оставка като министър на външните работи, а ден по-късно, на 5 септември, тя бива приета от Върховната рада на Украйна.

## Личен живот
Майката на Кулеба е Евгения Кулеба. Баща му Иван Кулеба е дипломат от кариерата, бивш заместник-министър на външните работи на Украйна (2003 – 2004), както и посланик на Украйна в Египет (1997 – 2000), Чехия (2004 – 2009), Казахстан (2008 – 2019) Армения (от 2019 г.).
Кулеба е женен и има две деца: Йехор (роден 2006 г.) и Любов (родена 2011 г.).
Съпругата на Кулеба Евгения е водач на партийна листа при изборите за градски съвет на Киев през 2020, секретар на постоянната комисия по политиката в областта на околната среда на Киевския градски съвет.

### Социални мрежи
- Дмитро Кулеба във Фейсбук
- Дмитро Кулеба във Туитър

|  | Тази страница частично или изцяло представлява превод на страницата Dmytro Kuleba в Уикипедия на английски. Оригиналният текст, както и този превод, са защитени от Лиценза „Криейтив Комънс – Признание – Споделяне на споделеното“, а за съдържание, създадено преди юни 2009 година – от Лиценза за свободна документация на ГНУ. Прегледайте историята на редакциите на оригиналната страница, както и на преводната страница, за да видите списъка на съавторите. ВАЖНО: Този шаблон се отнася единствено до авторските права върху съдържанието на статията. Добавянето му не отменя изискването да се посочват конкретни източници на твърденията, които да бъдат благонадеждни. |